# David Ambrose (Schriftsteller)
David Ambrose (* 21. Februar 1943 in Chorley, England) ist ein britischer Schriftsteller.
Ambrose studierte in Oxford Jura. Bereits während seines Studiums begann er mit dem Schreiben. Neben seinen Romanen verfasst er auch Drehbücher sowie Wissenschafts- und Psychothriller.

## Drehbücher für Filme
- 1979: Das Geheimnis der eisernen Maske (The 5th Musketeer)
- 1979: Die Weiche steht auf Tod (Disaster on the Coastliner) (Fernsehfilm)
- 1980: Der letzte Countdown
- 1985: D.A.R.Y.L. – der Außergewöhnliche
- 1988: Ein Mann wie Taffin
- 1991: Verliebt in die Gefahr

## Werke
- A Memory of Demons. ISBN 0-7432-3070-1.
- Epsilon. ISBN 3-431-03606-6, Originaltitel: The Discrete Charm of Charlie Monk ISBN 0-7434-1613-9.
- Coincidence. ISBN 0-7432-0690-8.
- Der 8. Tag. ISBN 3-404-25923-8, Originaltitel: Mother of God. ISBN 0-7434-8993-4.
- Level X. ISBN 3-431-03330-X, Originaltitel: The Man who Turned into Himself. ISBN 0-312-10497-9
- Ex. ISBN 3-404-14309-4, Originaltitel: Superstition. ISBN 0-446-60782-7.
- Hollywood Lies. ISBN 0-330-34652-0.
- Mysterium. ISBN 3-404-15365-0, Originaltitel: A Memory of Demons. ISBN 0-7434-4075-7.